# Autoritatea Națională pentru Reglementarea și Monitorizarea Achizițiilor Publice
Autoritatea Națională pentru Reglementarea și Monitorizarea Achizițiilor Publice (ANRMAP) a fost instituția care a gestionat sistemul de achiziții publice din România începând cu data de 04 iulie 2005 până în data de 24 august 2015, când a fost desființată prin preluarea atribuțiilor, activității, a posturilor și a personalului de către nou înființata Agenție Națională pentru Achiziții Publice (ANAP), instituție publică cu personalitate juridică, inițial în subordinea Ministerului Finanțelor Publice, iar apoi din data de 13 iulie 2020, în subordinea Secretariatului General al Guvernului.
ANRMAP fost înființată prin Ordonanța de urgență nr. 74/2005, publicată din Monitorul Oficial, Partea I nr. 572 din 04 iulie 2005 ca instituție publică în subordinea Guvernului și sub coordonarea directă a prim-ministrului, având sediul în municipiul București, prin reorganizarea Direcției de reglementare și monitorizare a achizițiilor publice din cadrul Ministerului Finanțelor Publice și a Serviciului achiziții lucrări publice al Direcției generale achiziții în lucrări publice și infrastructură rurală din cadrul Ministerului Transporturilor, Construcțiilor și Turismului.
ANRMAP a avut ca rol fundamental formularea la nivel de concepție, promovarea și implementarea politicii în domeniul achizițiilor publice și a îndeplinit urmatoarele funcții:
- asigurarea unui cadru legal coerent și armonizat cu acquis-ul comunitar în domeniul achizițiilor publice;
- îndeplinirea obligațiilor corelative derivate din aplicarea prevederilor directivelor Uniunii Europene în materie de achiziții publice;
- asigurarea unui canal de comunicare permanent cu structurile din cadrul Comisiei Europene, cu instituțiile publice corespondente din statele membre ale Uniunii Europene și cu organisme de interes public național;
- asigurarea unui cadru corespunzător de aplicare conformă a legislației în domeniul achizițiilor publice;
- dezvoltarea capacității de implementare la nivelul autorităților contractante.